# Fugara
Fugara - orgonaregiszter; francia nyelven. Német nyelven ugyanez a regiszter „Horngamba”, „Spitzfugara”, vagy „Violflöte” néven fut. Elsősorban a francia romantika – Aristide Cavaillé Coll – alkalmazta. Magyarországon Angster József alkalmazta orgonáin ezen a néven. Kizárólag 8’, 4’ és 2’ magasságban készül. Anyaga ón vagy horgany; jellege nyitott; alakja lehet henger és csúcsos; mezúrája szűk; hangja vonós.